# Black Star (лейбл звукозаписи)
Black Star — российский музыкальный лейбл звукозаписи и продюсерская компания. Артистами лейбла являются Клава Кока, Natan, Егор Шип и другие известные музыканты.
Black Star входит в Национальную федерацию музыкальной индустрии (НФМИ), а также является частью холдинга Black Star Inc. С 2025 года цифровую дистрибуцию лейбла осуществляет платформа «Pulse.» от S&P Digital. Компания запустила несколько саблейблов, среди которых Make It Music, IZBA и другие.
Организация находится в «Реестре получателей государственной поддержки» РФ.

## История
В 2006 году Тимати организовал продюсерский центр «Black Star inc.». При этом первые два альбома Тимати были изданы компаниями Лига-Сервис и CD-Land соответственно.
В 2007 году «Black Star Inc.» совместно с компаниями «АРС» и «IlyaKireev Company» организовывают R&B/Soul фестиваль под названием «Vерсия 0.1». После конкурса на лейбл были приглашены два участника фестиваля — B.K. (Борис Габараев) и Music Hayk (Айк Мовсисян).

B.K.: «Я был знаком с Тимати ещё до конкурса. На „Vерсии 0.1.“ я выиграл гран-при, то есть, был главный приз, его выиграл певец из Германии Mic, а был отдельный приз от Тимати, который получил я».

Music Hayk: «Я подошел к Тимати в клубе, ещё до „Vерсии 0.1.“, познакомился с ним, и он предложил мне прийти на прослушивание, которое проводил Пашу. Я решил попробовать свои силы там, меня заметили. Уже после конкурса мне позвонили и предложили войти в состав коллектива „Black Star“».
После записи совместной песни c Тимати «Милагрэс» для телеканала СТС стало понятно, что B.K. и Music Hayk очень хорошо звучат вдвоём. Так образовалась группа, которая впоследствии получила название «Tom’n’Jerry». В 2008 году группа записала дебютный трек «Любовь и мир» — саундтрек к фильму «Гитлер капут!», а в 2009 году выпустила ремикс-версию песни «Ты для меня свет» с Анастасией Кочетковой и приняла участие в альбоме Тимати The Boss.
В 2009 году лейбл покидает продюсер Валерий Евсиков, до этого сотрудничавший с Тимати более трёх лет и являющийся автором таких песен, как «Потанцуй», «Forever», «Плачут небеса», «Не сходи с ума».
В 2010 году лейбл Black Star Inc. выкупил за 1,5 млн долларов певицу Карину Кокс, которая до этого была солисткой группы «Сливки». Было выпущено два видеосингла певицы — «Летать высоко» и «Всё решено».
В 2012 году лейбл подписывает хип-хоп-исполнителей Левана Горозию (L’One), Егора Булаткина (Kreed) и художника Павла Галанина. В том же году DJ M.E.G., B.K., Music Hayk, Lucky и Павел Галинин покидают лейбл.
В 2013 году лейбл покинул R’n’B-исполнитель Джиган и подписывает контракт с новыми артистами Матвеем Мельниковым (изв. как Мот) и Кристиной Саркисян (Kristina Si). Тогда же лейбл проводит всероссийский кастинг «Молодая кровь 2013». По итогам отбора новыми артистами лейбла становятся Натан Миров и Фидель.
В 2014 году лейбл подписывает хип-хоп-исполнителя Достонбека Исламова (MC Doni).
Осенью 2015 года Black Star Inc. подписывает нового артиста, рэпера из Томска Александра Морозова, известного как Саша Чест. 7 октября того же года выходит совместный с Тимати клип «Лучший друг», приуроченный ко дню рождения Владимира Путина.
В октябре 2015 года лейбл проводит всероссийский кастинг «Молодая кровь 2015». К отбору были допущены 2500 человек. По итогам отбора новыми артистами лейбла стали Эдуард Выграновский (Скруджи), Клавдия Высокова (Клава Кока) и Дана Соколова. Тогда же контракт заключает соавтор песен которым он был, Михаил Решетняк (Миша Марвин).

### Создание группы компаний
13 октября 2016 года Black Star стал частью одноимённой группы компаний. Тогда же, в 2016-м, Саша Чест объявил об уходе из лейбла.
В начале марта 2018 года лейбл покинула R’n’B-исполнительница Kristina Si и DJ Kan. 10 февраля 2018 года лейбл проводит кастинг первого сезона шоу «Песни» на канале ТНТ. По итогам кастинга победителем стал Олег Терновой (Terry), а с Назимой Джанибековой и Даниилом Бурцевым (DanyMuse) были заключены контракты. Тогда же осенью с Александром Добровским (Pabl.A).
16 февраля 2019 года лейбл проводит во второй раз кастинг второго сезона «Шоу „Песни“» на канале ТНТ. По итогам кастинга новым артистом лейбла стал Вячеслав Исаков (Slame), а с Анной Борониной, Арсеном Антоняном, Артёмом Амчиславским (Amchi) и Анной Сайдалиевой (Анет Сай) были заключены контракты. В середине марта 2019 года лейбл покинули R’n’B-исполнители Егор Крид и L’one. В 2019 году лейбл также покинули Скруджи, DanyMuse и Pabl.A. Также в 2020 году лейбл покинули Amchi, Ars-N и Doni. В 2021 году лейбл покинули Дана Соколова и Ternovoy. Певица Боронина не выпускала новых песен с марта 2020.
10 июня 2020 года Клава Кока совместно с Niletto выпустили песню «Краш», трек стал коллаборацией Black Star и Zion Music. На март 2025 года видеоклип на песню набрал более 280 млн просмотров на YouTube.

### Уход Тимати и последующие годы
27 июля 2020 года лейбл покидает его непосредственный основатель Тимур Юнусов (Тимати), также изымая полный каталог своих песен. Причиной называлась «потеря камерного шарма» лейбла. В своём заявлении Юнусов подчеркнул, что после превращения Black Star в крупный холдинг акцент сместился на финансовые показатели, статистику и бюрократию, что, по его словам, «убивало творческую инициативу». Музыкант заявил, что он больше шоумен и артист, чем предприниматель. Однако несмотря на уход, Тимати сохранил контроль над рядом активов холдинга и остался совладельцем некоторых проектов. При этом осенью музыкант зарегистрировал компанию «Ракета инвест», задуманную как инвестфонд для его активов, в том числе не из сферы развлечений. В сентябре Тимати продал лицензию на каталог своих песен на два с половиной года американской компании «The Orchard Enterprises», дочерней структуре Sony Music, за 1,5 млн $. 13 ноября был выпущен альбом «Транзит», на синглы с релиза было снято несколько успешных клипов, среди которых «Rolls-Royce» c бывшими артистами Black Star Джиганом и Егором Кридом и «El Problema» с Моргенштерном. Весной 2021 года Тимати принял участие в романтическом реалити-шоу «Холостяк» на ТНТ, в котором выбирал себе подругу среди девушек, прошедших кастинг. По словам генерального директора Black Star Павла Курьянова, решение Тимати покинуть лейбл стало неожиданностью для партнёров. Основной причиной по версии Павла могло быть то, что попавшие на лейбл после шоу «Песни» молодые артисты «требовали постоянного продюсирования», а это, в свою очередь, «тяготило Тимати и мешало развивать собственную карьеру». Фактически Тимати отошёл от дел в лейбле ещё осенью 2019 года, а всё продюсирование перешло к новой команде. Как предполагает Курьянов, «у Тимати была задача после выхода из бренда медийно усилиться». С этой задачей, по его мнению, музыкант справился успешно, выпустив коллаборации с популярными артистами и приняв участие в одном из самых медийных шоу. Позднее, Тимати объяснил свой уход с лейбла желанием «стартануть с чистого листа», отметив, что решение было принято не спонтанно, а неоднократно обдумано.
12 марта 2021 года Мот и Jony выпустили совместный трек «Лилии», ставший коллаборацией между Black Star и Raava Music. Песню хотели приурочить к Международному женскому дню, но не успели. 13 мая на сингл вышло музыкальное видео, над которым работала фирма «OZIO Production», режиссёром стал Алексей Жуков, а продюсером выступил Туран Курбанов. В ролике вместе с певцами снялась балетная труппа, олицетворяющая белые цветы, о которых поётся в треке. 27 мая Мот и LYRIQ выпустили дуэтный сингл «Не Бруклин». 19 августа на песню был презентован видеоклип, съёмки которого прошли в Москве и Лос-Анджелесе. Режиссёром выступила Анна Богдан, продюсером ― Мариетта Волынская. Помимо музыкантов, в клипе приняли участие известные танцоры Мааса Исихара и Девик Булл, ранее сотрудничавшие с Арианой Гранде, Селеной Гомес и Джастином Бибером. В июне 2021 года певица Zivert и её продюсер Богдан Леонович открыли свой лейбл, который получил название «СЕМЬЯ», к команде присоединились Сергей Slem и LYRIQ. 28 августа Мот представил рэп-балладу «Август — это ты», соавторами которой выступили Богдан Леонович и LYRIQ, 13 сентября на неё вышел видеоклип, снятый Филиппом Валиулиным в Сочи.
В сентябре 2021 года к лейблу присоединился видеоблогер и тиктокер Егор Шип, дебютировав с клипом на августовский поп-рок-сингл «Глаза фонари», в котором певец стал жертвой девушек-вампиров. До этого Шип больше года был артистом саблейбла Make It Music. 8 декабря вышел дебютный полноформатный альбом Анет Сай «Любовь. Слёзы. Движ.», который публиковался постепенно в форме EP. В окончательный вариант помимо вышедших ранее песен попали три новые композиции, а также аутро с обращением к фанатам. Наибольшей популярности добился трек «Слёзы», опубликованный синглом ещё в конце 2020 года и ставший саундтреком к пятому сезону реалити-шоу «Пацанки».
В 2021 году Black Star покинул креативный директор Виктор Абрамов. Продюсер перешёл в молодое блогерское агентство INVITE, при котором 29 июля создал и возглавил музыкальный лейбл INVITE Music, а также лицензионное агентство INVITE Licensing. Одним из артистов лейбла стал Carapacee, ранее подписанный на Black Star, но решивший сотрудничать с Абрамовым. 19 февраля 2022 года в Noor Bar под слоганом «Блогеры — новые медиа» прошла закрытая презентация креативного центра INVITE Agency при участии Никиты Левинского, Саши Новиковой, Леры Изумруд, Макса Климтока и других. Мероприятие также посетили видеоблогер Эльдар Джарахов, директор по развитию музыкальных проектов VK Константин Сидорков и генеральный директор «ЗВУК» Сергей Балдин. Однако уже осенью 2022 года блогерское агентство было выкуплено корпорацией VK (ранее Mail.ru Group), а музыкальный лейбл преобразован в VK Records, став частью экосистемы корпорации.
22 марта 2022 года певица Zivert и группа Три дня дождя выпускают совместную песню — «Выдыхай», тепло принятую как поклонниками артистов, так и музыкальными критиками.
В июне 2022 года лейбл подписывает следующих артистов: Кирилла Скрипника, Derouse и Baur karbon. В конце года на лейбл подписали узбекистанскую группу «3333» и певицу PEGAS, при участии Эльдара Джарахова у артистов выходят два сингла — «Трезвым» и «Туристы», на оба снимают видеоклипы.
20 октября 2023 года на саблейбле «IZBA» у группы Три дня дождя выходит альбом «melancholia», куда вошли ранее вышедшие синглы «Кристаллические лярвы» и «За край». Гостевыми куплетами в альбоме отметились LYRIQ, MONA и «Тринадцать карат». Трек «Прощание», записанный при участии певицы MONA, возглавил практически все российские топ-чарты.
13 ноября 2023 года Black Star совместно с S&P Digital, Lotus Music и Media Land присоединились к Национальной федерации музыкальной индустрии (НФМИ).
В марте 2024 года новой артисткой Black Star стала тиктокер Диана Астер, выпустив сингл «Тупая», посвящённый теме созависимых отношений. Весной певица совместно с Егором Шипом стала участником организованного Black Star шоу «Star Войс», в котором сценарии, постановка и реализация полностью создавались нейросетями. Проект стал успешным, собрав более двух миллионов просмотров на YouTube, однако после пилотных выпусков лейбл столкнулся с трудностями в поиске и обучении специалистов в области искусственного интеллекта, в итоге шоу было временно приостановлено из-за высокой стоимости производства. В начале года участником объединения «IZBA» становится SNIZOV, сонграйтер и музыкант из Ташкента. 3 мая был презентован его дебютный альбом «Meridian» из шести треков. В создании пластинки приняли участие LYRIQ, Сергей Slem и Джамал. 4 мая в VK Stadium прошёл первый фестиваль «IZBA Fest», на котором выступили Три дня дождя, SNIZOV, Тайко, Сергей Slem и LYRIQ. На фестивале Три дня дождя исполнили трек «Отпускай» 20 раз, побив рекорд афроамериканского рэпера Трэвиса Скотта. 14 июня группа приняла участие на Премии Муз-ТВ 2024 в «ЦСКА Арена», одержав победу в номинации «Лучшая группа». В конце июня стартовало многосерийное документальное реалити-шоу «IZBA» о закулисной жизни объединения, в котором были показаны подготовка к фестивалям и концертам, включая также репетиции, саунд-чек, работу на студии, съёмки клипа, запись альбома и интервью с командой.
24 мая Клава Кока представила новый сингл «Нет проблем», соавтором трека выступил Jakone. 26 июня на песню вышел клип, снятый фирмой «OMNI production» в Дубае. В сентябре-ноябре Black Star выступил организатором третьего сезона шоу «Залетай в тренды» в VK Видео, проводимого при поддержке Института развития интернета. Наставниками шоу стали Клава Кока, Natan и Егор Шип. К составу жюри в последнем эпизоде присоединился генеральный директор Black Star Пашу, который оценивал выступление каждого участника. По результатам народного голосования победу одержала группа UGLI из Санкт-Петербурга. Трофеем за победу стал огромный бургер, а главный приз — совместный трек «Молодость» с Клавой Кокой и предложение контракта с лейблом. Однако по итогу новым участником Black Star стал Свят Галкин (Navzzdohe), не вышедший даже в финал шоу.
В 2024 году было заключено партнёрство с «Jo & Co» по совместному продюсированию артистки Linh, которая была подписана на саблейбл «Black Star France» в 2021 году. Black Star стал отвечать за всю творческую часть, а Jo&Co — за менеджмент в медиа. Уже к концу 2024 года её песня «Je pense à vous» стала самой ротируемой песней во Франции и более трёх недель занимала первое место в Shazam «Top 200 France». В этом же году было заключено аналогичное партнёрство с крупнейшим во Франции лейблом «Play Two» по развитию артиста Lil Jay из Кот-д’Ивуара. Кроме того, Black Star France подписал контракт с ещё одним артистом — певицей из Конго Gloria Bash.
В 2024 году был официально запущен новый саблейбл «REDROOM 2.R.», ставший платформой для артистки RAUSH. Выпустив всего два сингла певице удалось набрать 200 тысяч ежемесячных слушателей на Яндекс Музыке и более 100 тысяч подписчиков в Инстаграм. Основал и возглавил лейбл музыкальный продюсер Jahkarta. В декабре совместно с белорусскими партнёрами был запущен лейбл STAR Kids, ориентированныЙ на детскую аудиторию.
С 2025 года цифровую дистрибуцию лейбла стала осуществлять платформа «Pulse.», основанная командой S&P Digital.

## Руководство и собственники
- Павел Курьянов (Pashu) — генеральный директор[54][55], соучредитель (50 %)[56]
- Вальтер Чассем (Lerusse) — продюсер, соучредитель (50 %)[56]
- Геворг Петросян (Jahkarta) — продюсер, генеральный директор «REDROOM 2.R»[53][57]
- Сергей Шабанов (Slem) — продюсер, соучредитель «IZBA»[58]
- Кирилл Гуд (LYRIQ) — продюсер

## Нынешние участники
| Артист          | Настоящее имя                 | Страна      | Стриминг (июнь 2025) |
| --------------- | ----------------------------- | ----------- | -------------------- |
| Клава Кока      | Клавдия Вадимовна Высокова    | Россия      | 7,000,000 +          |
| Natan           | Алишер Азизхонович Мирзохонов | Таджикистан | 5,000,000 +          |
| Егор Шип        | Егор Владимирович Кораблин    | Россия      | 2,000,000 +          |
| Кирилл Скрипник | Кирилл Евгеньевич Скрипник    | Россия      | 400,000* +           |

| Артист            | Настоящее имя                | Страна           | Стриминг (июнь 2025) |
| ----------------- | ---------------------------- | ---------------- | -------------------- |
| Linh              | Pauline Thisse               | Франция          | 3,000,000 +          |
| Lil Jay Bingerack | Konan Angelo Wilfried        | Кот-д’Ивуар      | 1,000,000 +          |
| iambillies        | Jenny Bara                   | Франция          | 100,000* +           |
| Gloria Bash       | Neema Bashige Gloria         | Республика Конго | 100,000 +            |
| King Nasty        | Anastasie Brenda Biya Eyenga | Камерун          | 50,000* +            |

| Артист        | Настоящее имя              | Страна     | Стриминг (июнь 2025) |
| ------------- | -------------------------- | ---------- | -------------------- |
| Три дня дождя | Глеб Остапович Викторов    | Россия     | 6,000,000 +          |
| неисправность | Феодора Сергеевна Морозова | Россия     | 300,000* +           |
| SNIZOV        | Тимур Таирович Абдурафиев  | Узбекистан | 200,000* +           |

| Артист    | Настоящее имя            | Страна | Стриминг (июнь 2025) |
| --------- | ------------------------ | ------ | -------------------- |
| RAUSH     | Любовь Эдуардовна Рауш   | Россия | 200,000* +           |
| Diana Luv | Никита Андреевич Талеров | Россия | 10,000* +            |

| Артист           | Настоящее имя                |
| ---------------- | ---------------------------- |
| Ханна            | Анна Владимировна Иванова    |
| Миша Марвин      | Михаил Михайлович Решетняк   |
| Кирилл Мойтон    | Кирилл Витальевич Силиванов  |
| Caiman           | Денис Александрович Баранов  |
| Slame            | Вячеслав Вячеславович Исаков |
| baur karbon      | Бауржан Жарасович Матаев     |
| Алина Селях      | Алина Евгеньевна Селях       |
| Coldah           | Павел Дмитриевич Дроздецкий  |
| Shami            | Шамиль Рамазанович Яхьяев    |
| Jaсkie           | Джейхун Губадович Рустамли   |
| Alseyda          | Алла Владимировна Сейдалиева |
| Fyvo             | Сергей Александрович Ишутин  |
| Rafa             | Рафаэль Бобейка              |
| есть что сказать | Алексей Андреевич Антонов    |

## Видеоклипы
Лейбл известен съёмкой дорогих видеоклипов. Наиболее популярными в настоящее время являются:
- Doni, Натали — Ты такой, 2015 год, режиссёр Рустам Романов (348 млн просмотров)[60];
- Тимати, Егор Крид — Где ты, где я, 2016 год, режиссёр Павел Худяков и Заур Засеев (291 млн просмотров)[61];
- Клава Кока, Niletto — «Краш», 2020 год, режиссёр Дмитрий Климов (280 млн просмотров)[16];
- Тимати, Рекорд Оркестр — Баклажан, 2015 год, режиссёр Павел Худяков (277 млн просмотров)[62];
- Мот — Капкан, 2016 год, режиссёр Катя Як (223 млн просмотров)[63];

### Комментарии
1. ↑  не считая лейбл Make It Music / ООО "МЭЙК ИТ МЬЮЗИК" как отдельное юрлицо